# Guebwiller
Guebwiller  [gebviˈlεːr] (niem. Gebweiler, alzacki Gawill'r ) – francuskie miasto liczące 11 137 mieszkańców (stan na 1 stycznia 2021 ) w Departamencie Górnego Renu, należącym do Europejskiej Wspólnoty Alzacji, w regionie administracyjnym Grand Est. Miejscowość leży nad rzeką Lauch, spływającą na wysokości ok. 268 m n.p.m. na Nizinę Górnoreńską. Obszar miejski Guebwiller, będący częścią ponadregionalnego parku przyrody Parc naturel régional des Ballons des Vosges, położony jest ok. 7 km w linii prostej od Grand Ballon (1424 m), najwyższego wzniesienia Wogezów. Na terenie Guebwiller, jednym z najważniejszych miast winiarskich w Alzacji, uprawiane są cztery winnice z apelacją Alsace Grand Cru. Na terenie miasta znajduje się kilka znaczących zabytków architektury, np. późnoromański kościół św. Leodegara, kościół Notre Dame – największy klasycystyczny budynek kościelny w Alzacji, późnogitycki ratusz w stylu flamboyant.

## Historia
Najstarsza zachowana wzmianka o Guebwiller (łac. Gebvilla ) – jako Gebunvillare – pochodzi z 774 r. i znajduje się w akcie darowizny, gdzie jako dobra ziemskie przekazane zostało pobliskiemu opactwu Murbach. Do czasu Rewolucji Francuskiej (jako Gebweiler) było siedzibą wójtostwa (Vogtei Gebweiler), jednego z trzech podległych książęcemu opactwu Murbach, i leżało w obrębie Świętego Cesarstwa Rzymskiego. Jako miasto rozwinęło się w XII w. wokół kościoła św. Leodegara (Saint-Léger) i zespołu zamkowego (zwanego dziś Burgstall). W latach 1270–1287 otoczono zabudowania Gebweiler murami miejskimi. W 1394 r. liczyło ono 1350 mieszkańców. Podczas wojny trzydziestoletniej, w 1634 r. miasto zostało złupione przez wojska szwedzkie, a w 1635 r.  doszczętnie splądrował je stacjonujący w Colmar garnizon francuski. W 1657 r. w mieście pozostało zaledwie 176 mieszkańców. Kończący wojnę trzydziestoletnią w 1648 r. pokój westfalski, przyznawał Francji prawa do Alzacji, podkreślając jednak przynależność opactwa Murbach bezpośrednio do Świętego Cesarstwa Rzymskiego, a w jego obrębie leżało też Guebwiller. W drugiej połowie XVII wieku Ludwik XIV, powołując się na niejasne sformułowania w traktacie westfalskim, planował w ramach polityki zjednoczeniowej, przyłączyć do Francji resztę niemieckich dóbr książęcych. W 1680 r. włączono Guebwiller pod administrację Królestwa Francji. Traktat pokojowy, zawarty 10 maja 1871 r. i kończący wojnę francusko-pruską, przyznawał Alzację zjednoczonemu państwu niemieckiemu. Utworzono powiat Gebweiler (Kreis Gebweiler) w okręgu Górna Alzacja (Bezirk Oberelsaß). W przeciągu XIX w. miasto urosło do rangi ważnego ośrodka przemysłu tekstylnego, drugiego co do wielkości po Miluzie. Przetwarzano tu wełnę i bawełnę. W mieście wybudowano specjalne dzielnice robotnicze. Na przełomie XIX i XX w. działały tu: jeden kościół protestancki i dwa katolickie, synagoga, gimnazjum, sąd rejonowy i nadleśnictwo. Po I wojnie światowej cały ten obszar został na mocy postanowień traktatu wersalskiego przyznany Francji. W trakcie II wojny światowej zajmowały go wojska Wehrmachtu i były do 1944 r. zarządzane przez Niemcy. Następnie, wraz z innymi terenami na lewym brzegu górnego Renu, Guebwiller znalazło się w granicach republiki francuskiej.

## Demografia
| Rok  | Liczba mieszkańców | Uwagi                                                                                                   |
| ---- | ------------------ | --- |
| 1780 | –                  | ok. 400 domost                                                                                          |
| 1793 | 3005               | |
| 1821 | 3703               | z tego 3284 katolików, 350 protestantów i 69 Żydów                                                      |
| 1836 | 3873               | |
| 1856 | 8971               | [ 11 ]                                                                                                  |
| 1861 | 10 680             | [ 12 ]                                                                                                  |
| 1866 | 12 218             | |
| 1872 | 11 338             | 1. grudnia, w 1042 domach                                                                               |
| 1880 | 12 452             | 1 grudnia, na powierzchni 980 ha, w 1078 domach, z tego 10 875 katolików, 1194 protestantów i 345 Żydów |
| 1885 | 12 388             | z tego 10 805 katolików, 1194 protestantów i 346 Żydów                                                  |
| 1890 | 12 367             | [ 12 ]                                                                                                  |
| 1900 | 13 254             | przeważnie wyznania katolickiego                                                                        |
| 1905 | 13 313             | |
| 1910 | 13 024             | z tego 11 332 katolików, 1346 protestantów i 295 Żydów (318 Francuzów)                                  |

| Rok      | 1962  | 1968  | 1975  | 1982  | 1990  | 1999  | 2006  | 2017  |
| -------- | ----- | ----- | ----- | ----- | ----- | ----- | ----- | ----- |
| Rezydent | 10568 | 10840 | 11072 | 10689 | 10942 | 11525 | 11609 | 11094 |

## Zabytki
- Późnoromański kościół Saint-Léger (św. Leodegar) zbudowany w latach 1182-1287, po 1336 r. prezbiterium przebudowane w stylu gotyckim.
- Dominikański klasztor z gotyckim kościołem w typie kościoła żebraczego (Bettelordenskirche), ze średniowiecznymi freskami na bocznych ścianach; dziś kościół służy jako sala koncertowa.
- Kościół Notre-Dame (Najświętszej Marii Panny), zaprojektowany przez architekta Louisa Beuque z Besançon i zbudowany w latach 1760–1785, jest największą klasycystyczną budowlą sakralną w Alzacji. Bogate wyposażęnie (ambona, ołtarze, konfesjonały) autorstwa Fidela Sporera, także organy w oryginalnej obudowie z 1785 roku.
- Synagoga, zbudowana w latach 1869-1872.
- Zamek Neuenburg z XVIII wieku, miejska rezydencja książąt opatów Murbach.
- Ratusz z 1514 r. w późnogotyckim stylu flamboyant.
- Musée Théodore Deck et des pays du Florival , największe muzeum w Górnej Alzacji, po muzeach w Colmarze i Miluzie.
- Niemiecko-francuski cmentarz wojskowy, na którym pochowano ponad 1000 Niemców i prawie 450 Francuzów poległych w czasie I wojny światowej oraz 175 Niemców poległych w czasie II wojny światowej. Zbudowany przez stronę niemiecką w 1914 r., po pierwszych walkach na tym terenie, m.in. na Hartmannswillerkopf, ostateczną formę nadano mu w 1977 r.
- Rzędy 36 menhirów (Alignements d'Appenthal) na północny zachód od Guebwiller.

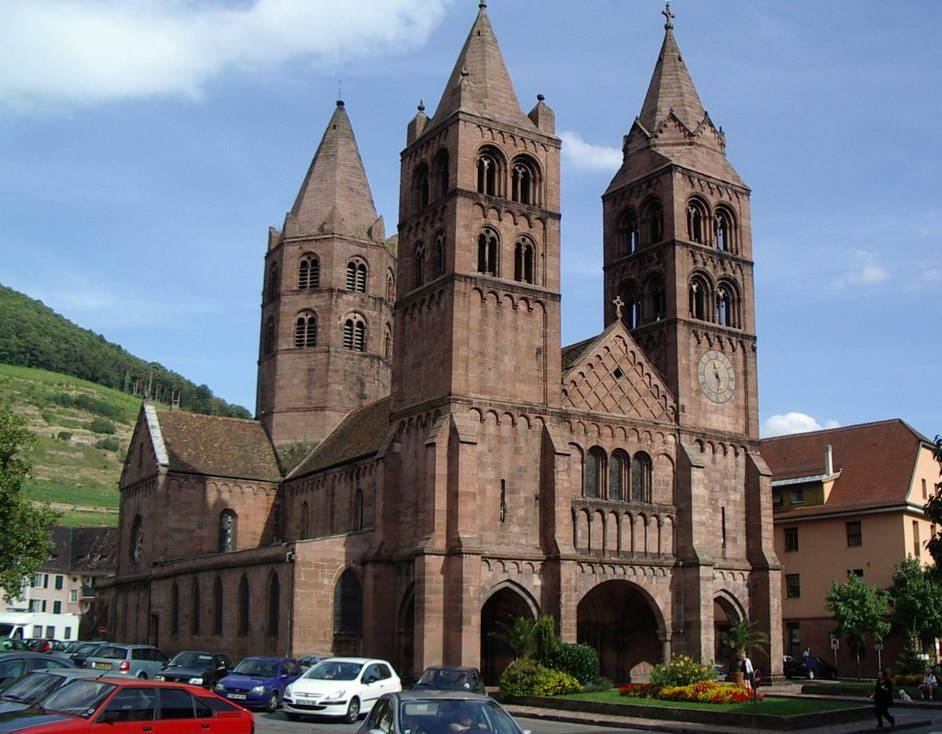
Kościół Saint-Léger
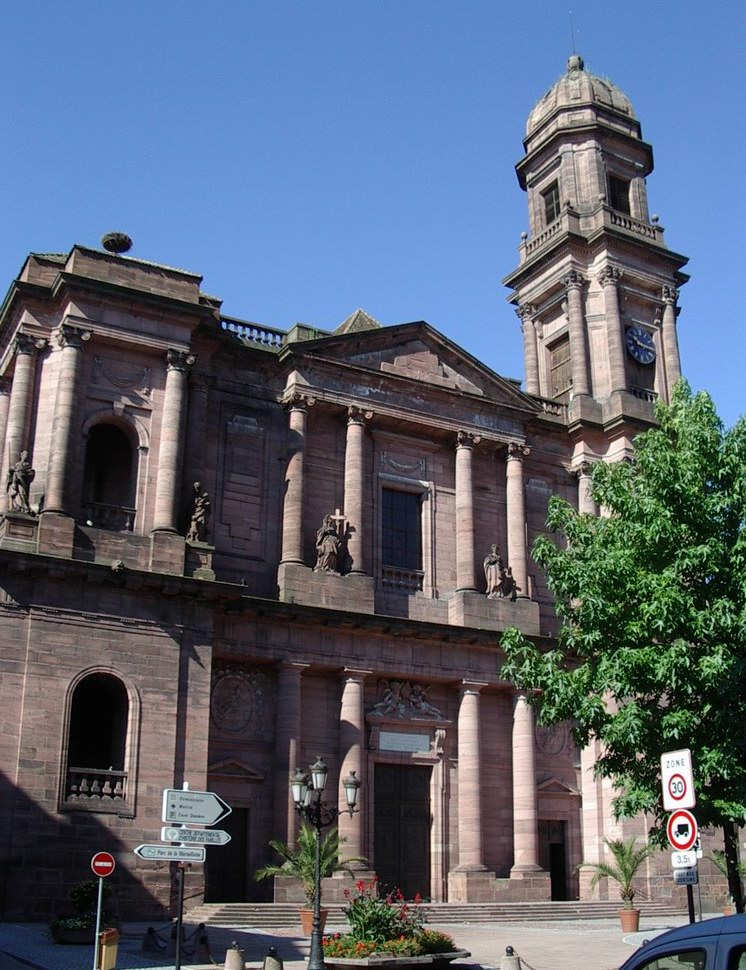
Kościół Notre Dame
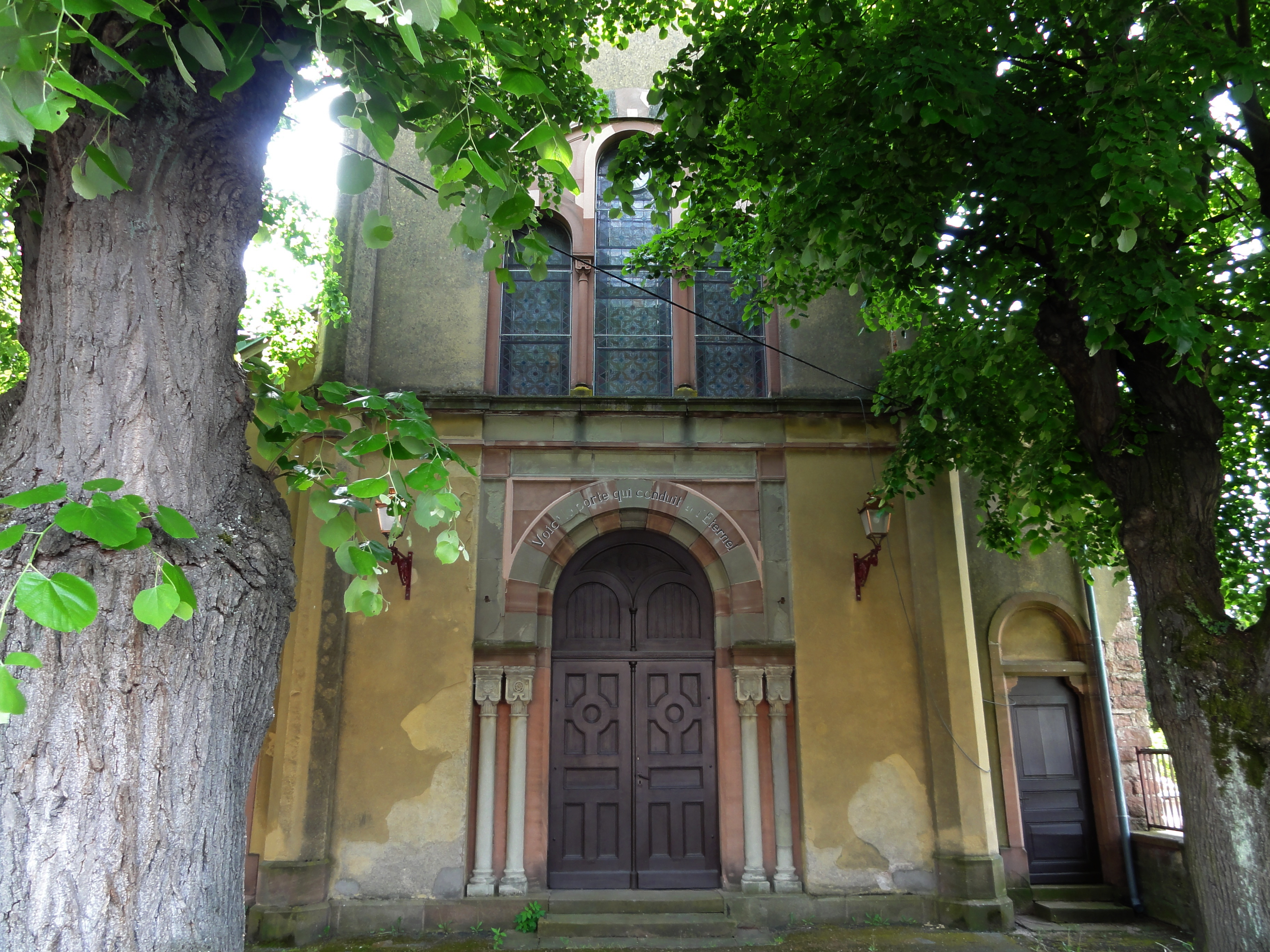
Synagoga
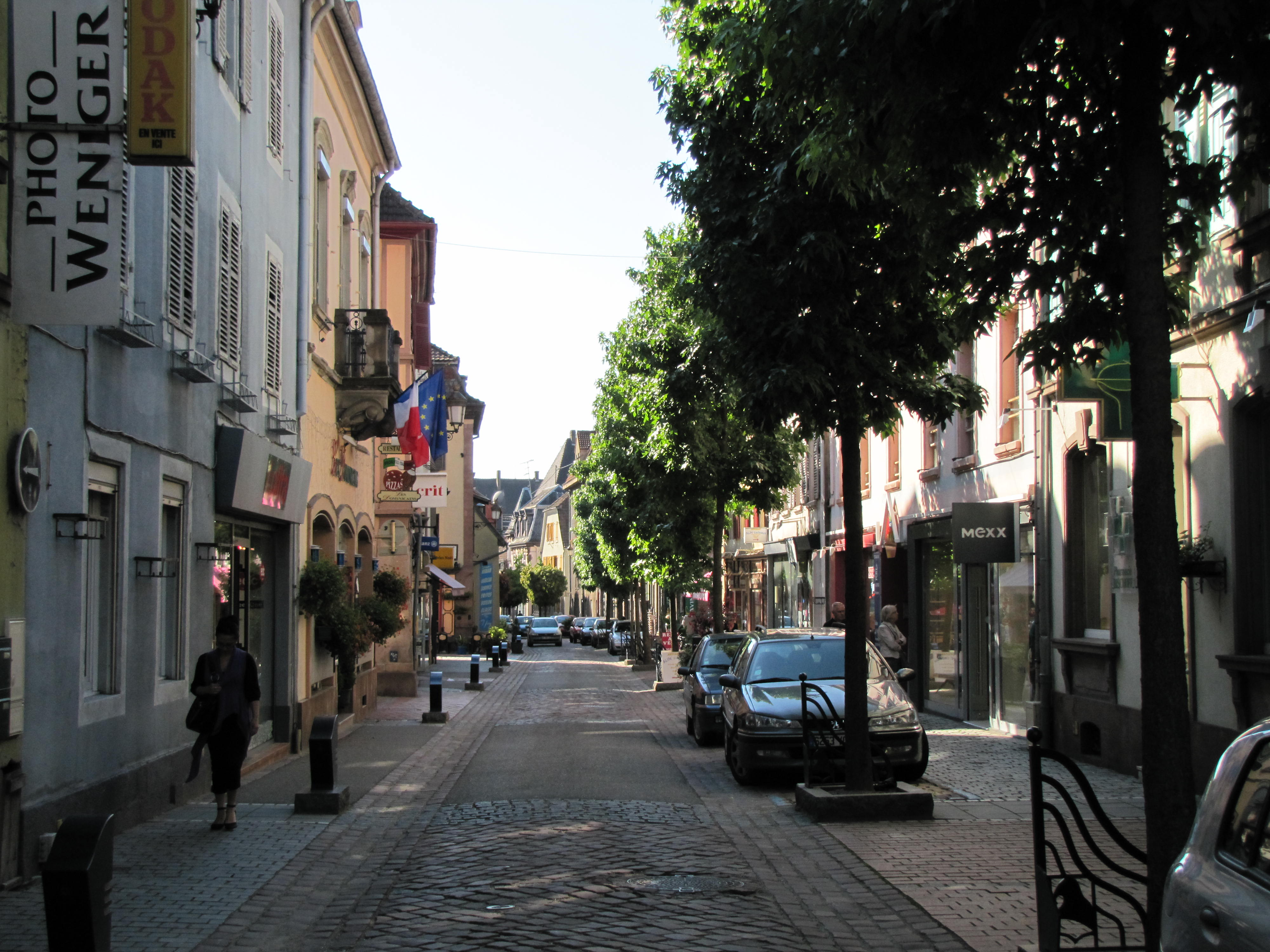
Fragment miasta
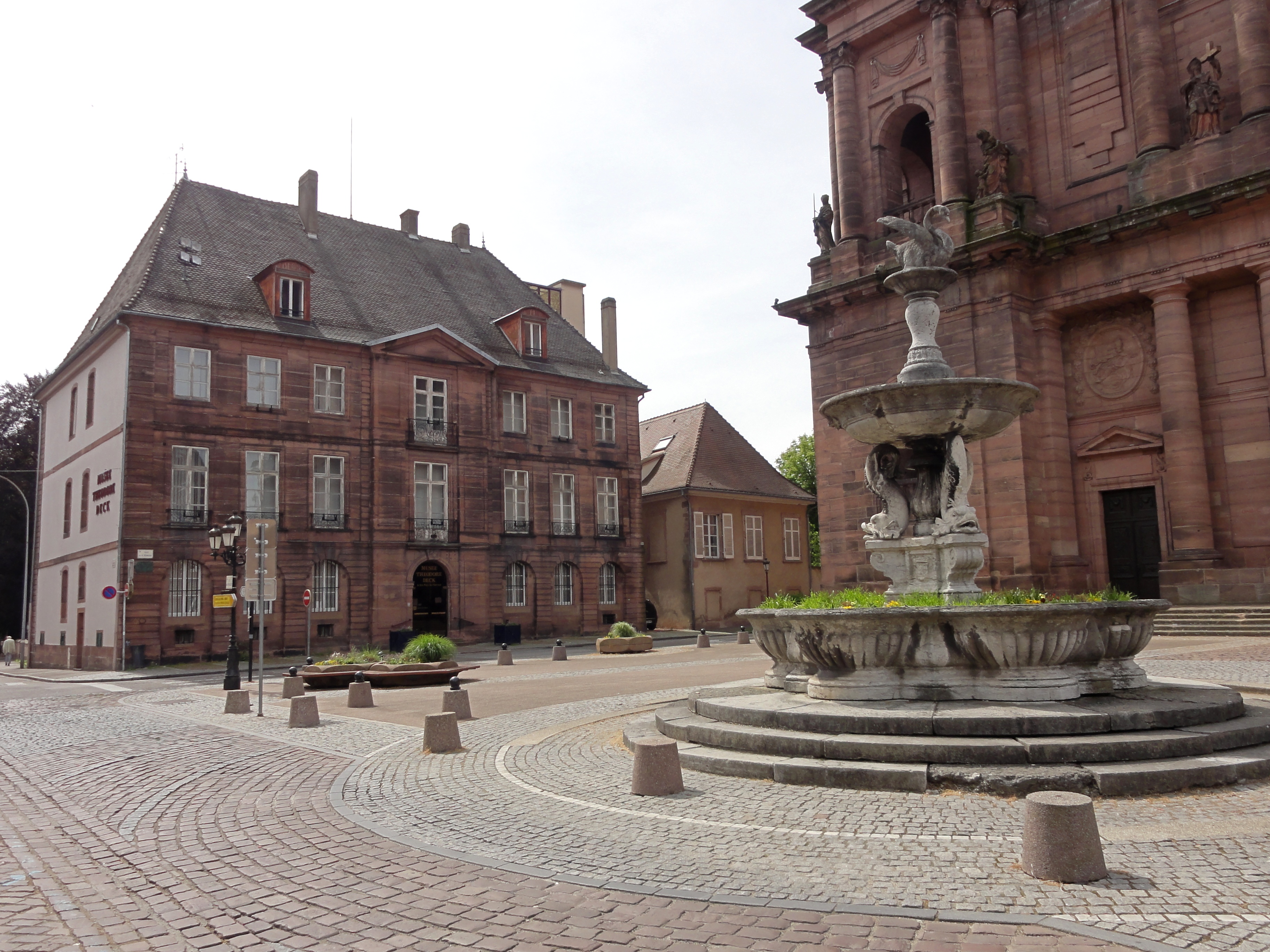
Fragment miasta
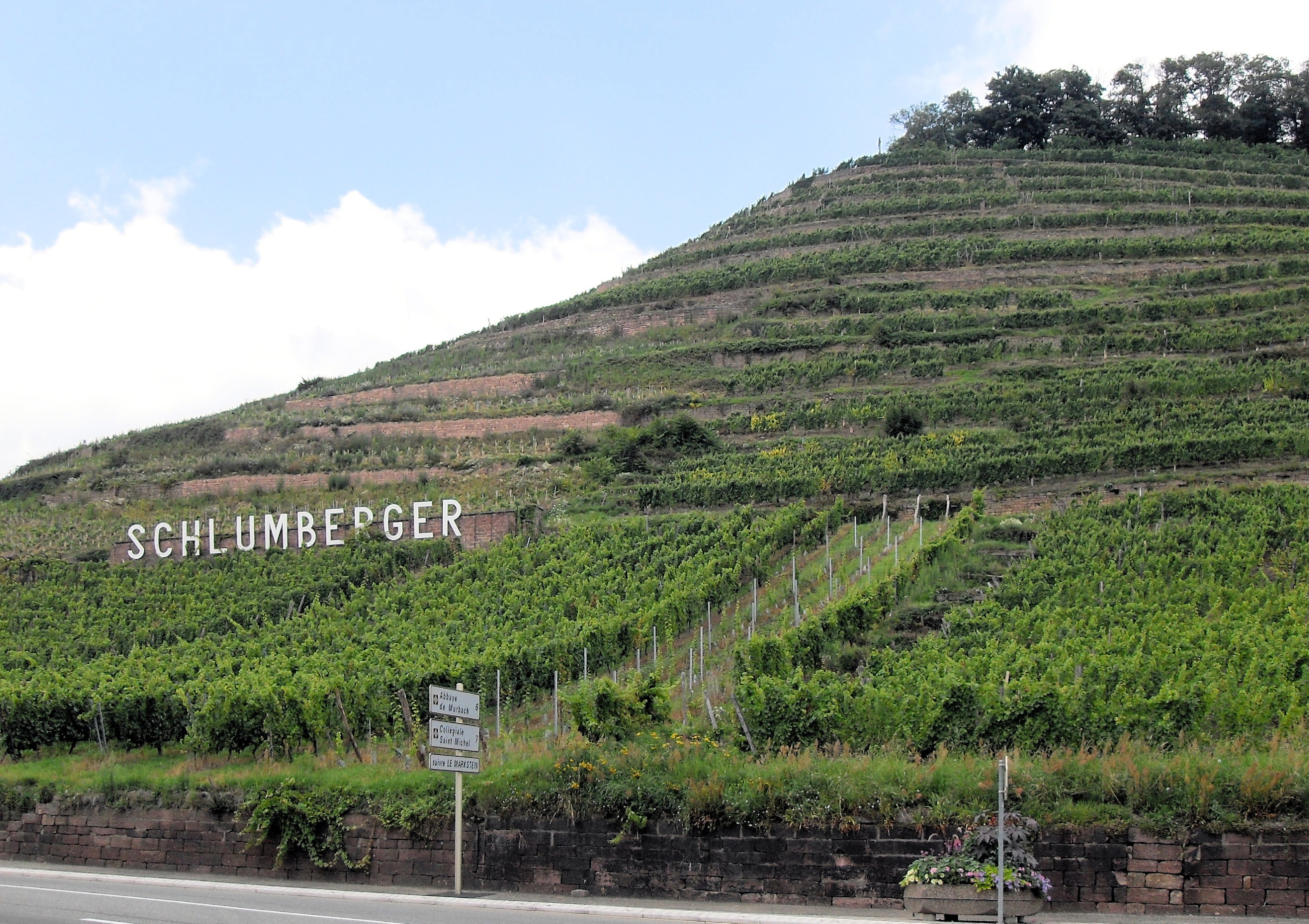
Winnice Kitterlé i Saering
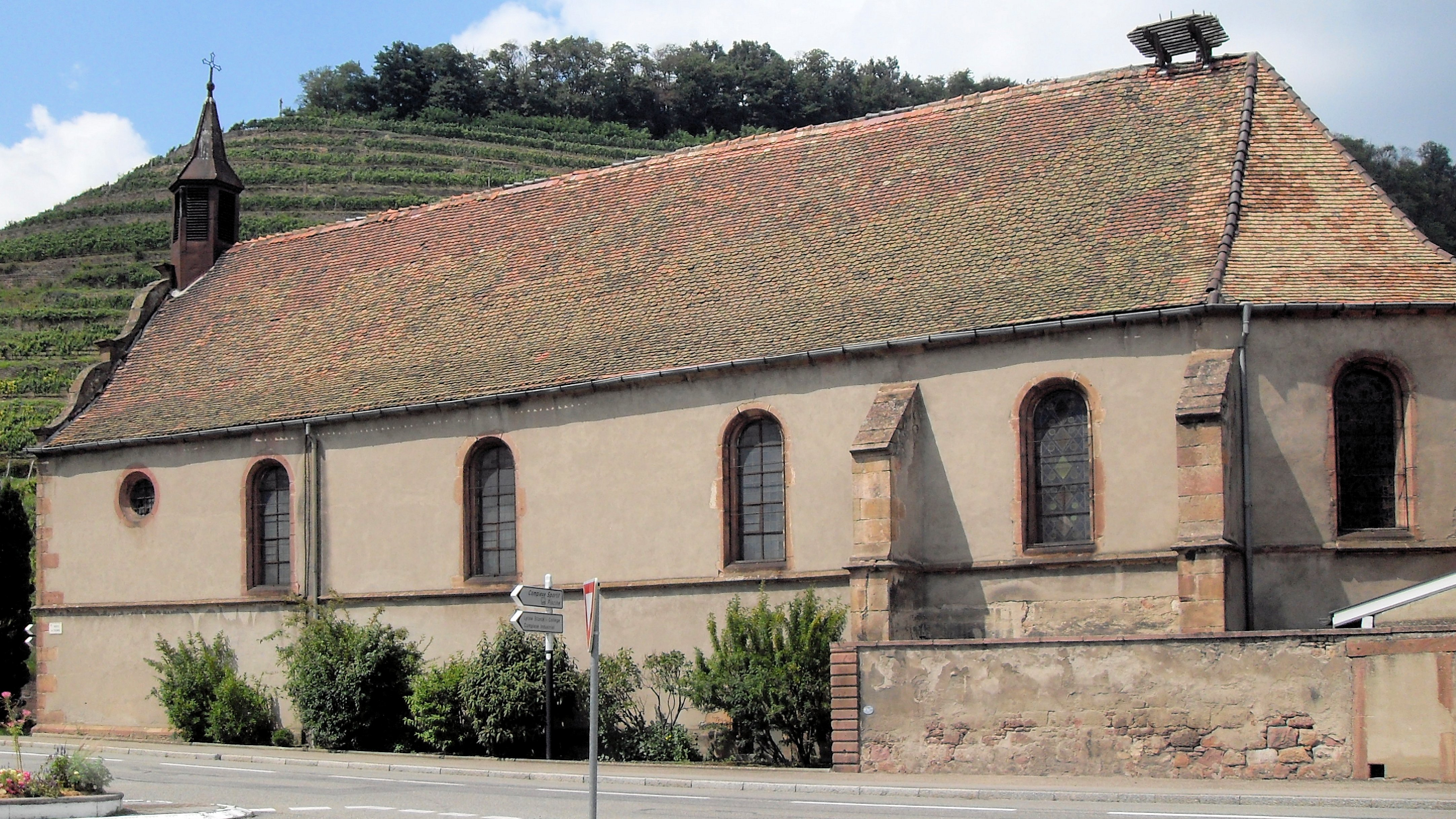
Kaplica Notre Dame du Saering
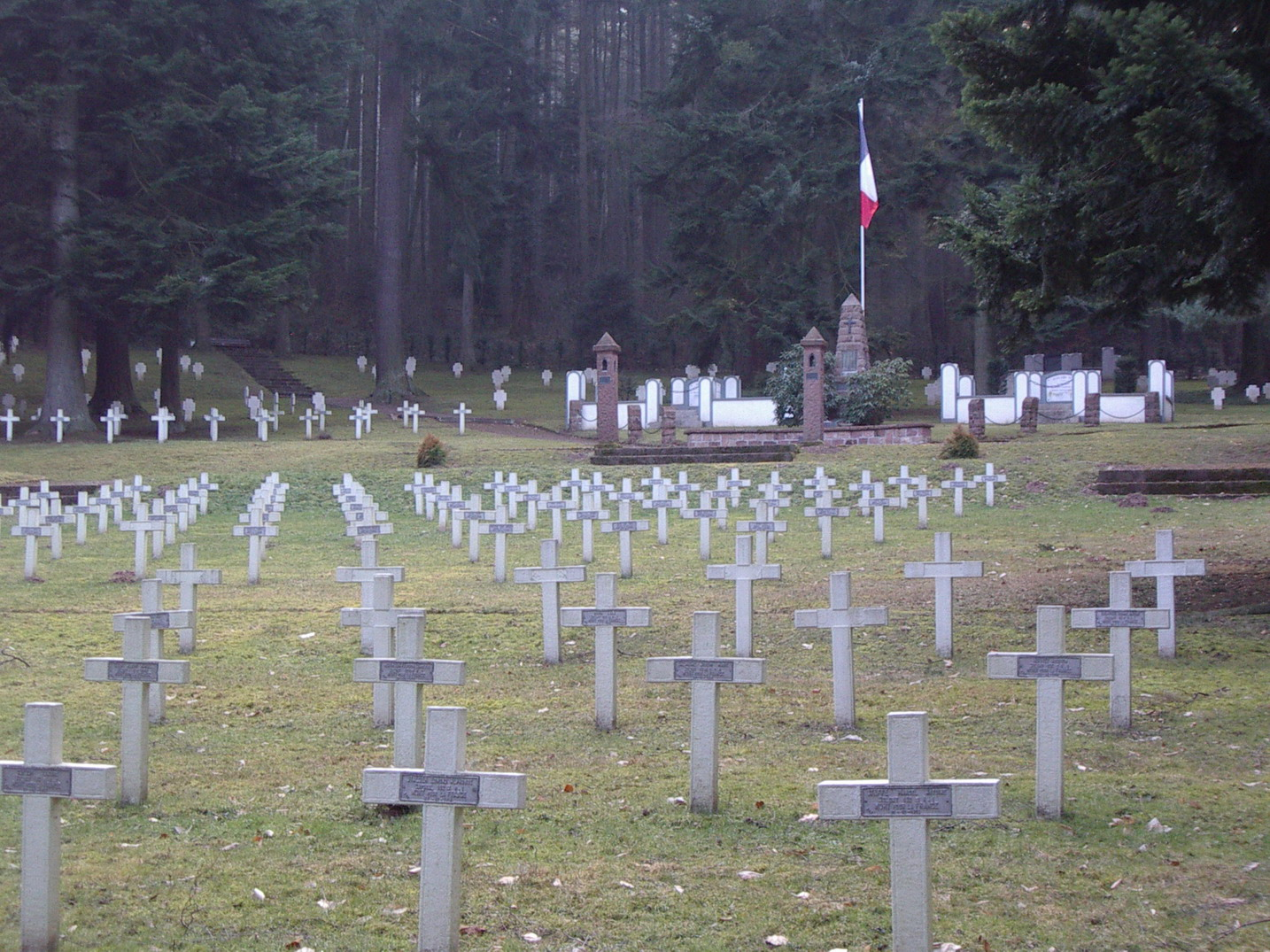
Cmentarz wojskowy

## Miasta partnerskie
Miastami partnerskimi Guebwiller są włoska gmina Castelfiorentino w Toskanii oraz, ze względów historycznych szwajcarska Lucerna, założona przez opactwo Murbach.